# Аль-Рашид аль-Тахер Бакр
Аль-Рашид аль-Тахер Бакр (араб. الرشيد الطاهر بكر‎; 24 июня 1933, Сеннар, Англо-Египетский Судан — 11 марта 1988, Судан) — суданский политический и государственный деятель.
В 1958 году окончил юридический факультет Хартумского университета.
Член Суданского социалистического союза.
Занимал пост вице-президента Судана. С 11 августа 1976 по 10 сентября 1977 года работал премьер-министром Демократической Республики Судан.
В 1974—1977 и с 1980 по 1981 год был председателем Национальной ассамблеи Судана.
В 1977—1980 годах — министр иностранных дел Судана.